# Рикдаг
Рикдаг или Рикдаг II (на немски: Rikdag, Rigdag, Rictag, † 985 или 986) е саксонски маркграф на Маркграфство Майсен от 979 г. до смъртта си, от 982 до 985 г. маркграф на Маркграфство Мерзебург и Марка Цайц и гауграф в Швабенгау, в Гау Хутици и в Гау Далеминци. Той е за кратко време могъщ владетел в славянските гранични марки на Елба в Изтока на Свещената Римска империя.
Рикдаг произлиза от род Ветини и е вероятно син на граф Фолкмар († пр. 961) в Харцгау.
Той се издига по време на Славянското въстание от 983, когато е командир на германска войска. Той поддържа император Ото III в неговата война за трона и загубва тогава през 984 г. за малко време замък Майсен от бохемския херцог Болеслав II.
През 985 г. той основава със сестра си Елсуит женския манастир Гербщет, където е и погребан. Неговият гроб е открит през октомври 1972 г.

## Семейство и деца
Рикдаг има най-малко две дъщери и един син:
- Гербурга (* пр. 985, † 30 декември 1022) e вероятно абтиса на Кведлинбург
- Хунилда или Ода (* пр. 985, † ?), омъжва се за по-късния полски крал Болеслав I Храбри; от политически интерсеи бракът е разтрогнат.
- син Карл (* пр. 985, † 28 април 1014), от 992 до 1010 г. граф в Швабенгау